# Ferdinand von Degenfeld
Ferdinand Freiherr von Degenfeld (* 31. Dezember 1629; † 25. April 1710 in Venedig) war ein pfälzischer Geheimrat und Landesstatthalter.
Das älteste der zehn Kinder von Christoph Martin von Degenfeld hatte den Erzherzog und späteren deutschen Kaiser Ferdinand III. zum Paten. Ferdinand zog als Sechzehnjähriger mit seinem Vater in den Krieg gegen die Türken. Durch eine Schussverletzung bei der Belagerung der türkischen Festung Vrana in Dalmatien verlor er am 25. April 1648 beide Augen; er wurde fortan auch als Ferdinand der Blinde bezeichnet. Ferdinand ging zunächst nach Padua, später zurück auf die Güter der Familie in Dürnau. 1671 löste er dort einen Kirchenstreit aus, weil er verlangte, dass in Gammelshausen zwar für die Familie derer von Degenfeld, nicht aber für das Haus Württemberg gebetet werde. Der Streit spitzte sich bis zu einer Sperrung der Kirche zu. Innerfamiliär wirkte er ab 1677 als Vormund der Kinder seiner Schwester Luise von Degenfeld.
1660 wurde er Regierungs- und Kriegsrat des pfälzischen Kurfürsten Karl Ludwig, der Luise zwei Jahre zuvor in zweiter, morganatischer Ehe geheiratet hatte, und fünf Jahre später Geheimrat und Statthalter über die Pfalz. Kurfürst Johann Wilhelm übertrug ihm eine besondere Stellung in der Verteidigung der Pfalz. Speziell wurde Ferdinand von Degenfeld mit der Sicherung der Stadt und des Schlosses Heidelberg beauftragt.
Ferdinand von Degenfeld starb in Venedig und wurde auf dem Bollwerk Ignatius bestattet.